# Обърнат кръст
Обърнатият кръст, или Петровски кръст, e християнски символ във вид на разпятието на свети апостол Петър. Представлява латински кръст, обърнат на 180°.
Използва се от римокатолици, които смятат свети Петър за първия папа. За някои от тях обърнатият кръст е символ на унижение и недостойнство пред Христос. Използва се и от сатанистките секти като един от техните главни символи, тъй като смятат, че Сатаната ще пребори/преобърне Исус.
Често обърнатият кръст е изобразяван като меч, обърнат нагоре, който символизира смърт и болка.
Кръстът на апостол Петър, или „обърнатият кръст“, днес масово се счита за най-мощния антихристиянски символ. В исторически план обаче той си е бил съвсем християнски.

Когато апостол Петър бил осъден и трябвало да бъде разпънат на кръст, той твърдял, че е недостоен да умре по същия начин като Христос. Затова помолил да го разпънат с главата надолу. Оттогава кръстът на апостол Петър се превърнал в символ на християнското смирение. До днес все още можете да видите в някои църкви този символ, което изобщо не означава, че хората в нея се кланят на Сатаната.